# 浜田幸一
浜田 幸一（はまだ こういち、1928年〈昭和3年〉9月5日 - 2012年〈平成24年〉8月5日）は、日本の政治家、タレント。株式会社YAMATO名誉顧問。
衆議院議員を7期務め、衆議院予算委員長、自由民主党広報委員長、自由民主党副幹事長などを歴任したが、国務大臣の経験がないまま、1993年（平成5年）に政界を引退した。
「ハマコー」の愛称で知られ、「国会（政界）の暴れん坊」の異名をもつ。
政界引退後は「政治活動家」を自称していたほか、『ビートたけしのTVタックル』のレギュラーとなり、「悪党党幹事長」を名乗っていた。

## 来歴・人物

### 少年期
千葉県君津郡青堀町（現・富津市）出身。実家は大地主で、徒歩で15分かかる青堀小学校まで他人の土地を踏まずに通学できたという。
小学校では県知事表彰を受けるほどの優等生であり、1941年（昭和16年）に月謝免除の特待生として旧制千葉県立木更津中学校（現・千葉県立木更津高等学校）に入学。ちょうど太平洋戦争が勃発した時期で、2年に進級したころから学徒動員で板金工として第2海軍航空廠に奉職し、飛行機の翼を作るなどしていた。
中学3年のときに土浦海軍航空隊に赴き、海軍飛行予科練習生の試験を受けるも、年齢的にまだ早いとのことで不合格となった。このことについて、「もし合格していたら戦後まで生きてはいなかっただろう」と回想している。
1945年（昭和20年）には、朝鮮出身の同級生とともに、学校推薦で9月1日付で南満州鉄道に入ることが決まったものの、出発直前に終戦となって立ち消え、動員先の第2海軍航空廠で玉音放送を聴いた。ちょうどこのころ、町助役を務めていた父・甚三郎によって世間体から無理やり軍隊に志願させられていた兄が戦病死し、浜田は肉親を失った悲しみからぐれ始める。大政翼賛会役員でもあったことなどが災いして戦犯者に指定され公職追放の憂き目にあった甚三郎は、博打にのめり込み、戦後2、3年で浜田家はすべての土地を手放して没落した。母が引くリヤカーの後押しをしながら、幸一少年は「負けてたまるか、負けて。父が失ったものを、自分一代で取り返してみせる」と強く決心したという。
それから日本大学農獣医学部拓植学科（現：生物資源科学部国際共生学科）に入学したが、翌1946年（昭和21年）まで芸者遊びや喧嘩に明け暮れる日々を送った。しかし、本人曰く「合格した確かな記憶がなく、籍があったかどうかも不確かだった。学歴詐称を疑われる恐れもあったので、大学の同窓会の誘いも丁重にお断りしていた」という。ただ、大学生時代に応援団の活動はしていた。東京の高田馬場に下宿していた当時、いつも連れ立っていた同郷の先輩に早稲田大学の学生がいたことから、早大に自然と出入りするようにもなり、早大の応援団に交じって東京六大学の応援活動をしていた。
青年団活動を行っており、竹下登や野中広務と知り合う。君津郡連合青年団長、千葉県連合青年団長、日本青年団協議会顧問を務めた。

### 政治活動
1955年に最高点で富津町議会議員に当選。1960年、第29回衆議院議員総選挙に立候補するも落選。1963年に千葉県議会議員に当選したのち、2度目の挑戦となった1969年第32回衆議院議員総選挙では自由民主党から旧千葉3区に立候補して初当選し、川島派に加わった。以後、通算当選7回（当選同期に小沢一郎・羽田孜・梶山静六・奥田敬和・渡部恒三・綿貫民輔・塩崎潤・森喜朗・村田敬次郎・松永光・江藤隆美など）。
1973年（昭和48年）には中川一郎・渡辺美智雄・石原慎太郎らとともに自民党の派閥横断的な政策集団である青嵐会を結成、事務局長を務めた。このころから武闘派議員としても有名になり、数々の逸話を残す。農林水産政務次官・防衛政務次官・衆議院建設委員長・予算委員長などを歴任したが、予算委員長は「宮本顕治人殺し」発言で辞任を余儀なくされた（後述）。

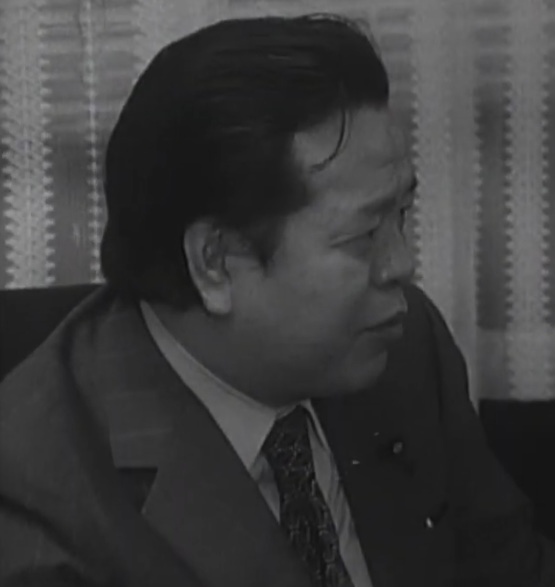
防衛政務次官の引き継ぎを受ける浜田（1976年12月27日〈月曜日〉、当時48歳）

1990年（平成2年）の総選挙の際、暴漢に襲われて失語症の傾向が出たため、1993年（平成5年）7月に息子である浜田靖一に地盤を譲り、政界を引退した。当選7回を数えたが、国務大臣への就任は1度もなかった。
この間、勲二等の叙勲、国会議員表彰を共に辞退している。

### 政界引退後
議員引退後の1993年（平成5年）12月6日（月曜日）に著書『日本をダメにした九人の政治家』（講談社）を出版し、1995年（平成7年）4月までに発行部数168万部のミリオンセラーとなった。同著では自分自身をその中の1人として自省している。またタレント活動を活発化させ、数多くのバラエティ番組に登場。1994年（平成6年）には連続テレビドラマ『お玉・幸造夫婦です』で、八千草薫と夫婦役を演じた。そのほかにも主に政治を話題としたバラエティ番組に出演し、歯に衣着せぬキャラクターには一定の人気があった。
2007年（平成19年）の第21回参議院議員通常選挙では自由民主党の選挙用テレビコマーシャルに出演。
2010年（平成22年）1月21日、アメーバブログにてオフィシャルブログを開設した。
2010年（平成22年）8月10日、借金の担保として差し出したアドバンスト・メディアの株券800株を勝手に売却し、融資元の会社に2億円の損害を与えたとして、千葉県警察捜査2課などに背任容疑で逮捕され、千葉地方検察庁は8月31日に、千葉地方裁判所へ起訴した。
しかしその後、認知症が進むなど訴訟能力に疑問が生じたため、公判は停止された。2012年（平成24年）8月5日午前6時10分、急性心不全のため富津市大堀の自宅で死去。83歳没（享年84）。背任罪の公判は、被告人たる浜田本人が死亡したことで、8月8日に刑事訴訟法の規定により公訴棄却が決定し終結した。
ちなみに晩年の2010年1月25日から8月7日までTwitterのアカウントを開設し更新していた。

## 逸話

### 「元ヤクザ」
テレビ等のメディアにおいて「千葉でヤクザをしていた」と公言。第二次世界大戦後、法律の枠外に置かれた在日韓国人の不良行為に対して我慢ならず現場を見つけては撃退していたと語っている。
傷害事件を起こすなどし、以後、さまざまな非行を重ねて「木更津のダニ」（「町のダニ」とも）の悪名をとった。TVタックルでは、富津のダニと言っていた。この渾名は当時（1951年（昭和26年））の地元の新聞記事でも用いられている。24歳のころケンカに巻き込まれ、相手を刺してしまい、新聞に『日雇い人夫浜田幸一』の見出しで報じられた。このとき、浜田の母は木更津で最も有名な弁護士を雇い息子を助けた。
自ら「尊敬する人物」と公言してはばからないのが熱海の暴力団、稲川会初代会長の稲川聖城であった。上記の事件で懲役1年の実刑判決を受け、刑務所へ服役、出所してみると所属していたヤクザ組織は稲川組に吸収されていた。1950年代半ば、所属する組の親分が死んだため稲川に相談したところ、別の道を考えたほうがよいと言われ、政治に関心があると答えると、児玉誉士夫に紹介してくれた。後年『新潮45』の企画にてビートたけしと対談した稲川は、「あれでいいところもあるから監督（たけしのこと。「芸人ビートたけし」としては五寸の挨拶は許されないため、「映画監督北野武」として処遇）も面倒みてください」と浜田を気遣っていた。
児玉邸に2、3年住み込み下働きを務め、その後約10年間小佐野の経営する国際興業で不動産取引の勉強をした。児玉とかつて所属していた組に援助され、富津町議会議員から千葉県議会議員になった。公費では運転手は付かないため、そのあいだ浜田は移動用の車と運転手の面倒をみてもらった。この運転手が後のバーニングプロダクション社長・周防郁雄である。1969年（昭和44年）に衆議院議員選挙に挑戦して初当選した。国会議員になってからは児玉と小佐野賢治に加え笹川良一や町井久之が後援者に加わったとされる。後述する「『宮本顕治人殺し』発言」の際に、共産党の正森成二に「あいつはヤクザじゃないか」とカメラの前で罵られているが、これについては「自分は確かに、かつて一時期そういう時代もあった。それを否定しない。その過去を責められたら素直に認める」と述べている。また、「それ（＝自分の過去）をもって私の存在自体を否定したり、また再びチャレンジ（＝再チャレンジ）できないような社会をつくってはいけない」とも述べている。
政治学者の高畠通敏は、1980年代半ばのフィールドワークにおいて、当初はヤクザ上がりの政治家だと思っていたところ、「地元では、浜幸を"現役"ヤクザの一員として誰も怪しまない」ことに驚いたという。

### 成田空港問題
千葉県議会議員・千葉県選出の国会議員として、成田空港問題とのかかわりが深い政治家であった。
三里塚での空港建設が閣議決定された直後の1966年8月17日に、浜田は自民党県議団の一員として現地を視察したが、その際反対派に取り囲まれ、警察によって進路が確保されるまで一時立ち往生している。
1968年2月26日に、三里塚芝山連合空港反対同盟と新左翼学生らが成田市街地で機動隊と衝突した際、千葉県連青年部長として現地に派遣された浜田は、地元議員の伊能繁次郎・自民党学生部長の佐藤文生らとともに、流血の惨事を目撃した（成田デモ事件）。
新東京国際空港（現・成田国際空港）開港前に、浜田はテレビ討論で三里塚闘争のリーダーである戸村一作に「あなたは農民でもないのに、なぜ反対するのですか」と非常に厳しく糾弾し、戸村を憤慨させた（戸村は成田市三里塚の中でも、空港敷地外である市街地に居住しており、農民相手の農機販売業を営んでいた）｡
1978年3月26日の成田空港管制塔占拠事件を受けて、同年4月4日に開催された自民党衆参両議院総会で、青嵐会に属するタカ派議員であった浜田は、福田赳夫に対して「この（福田）内閣には統治の責任が欠けている。現行法で何ができるのか。立党の精神、政策綱領を守り、自由主義国家の責任ある体制強化を図らねばならない。5月20日の（出直し）開港に当たって、『火炎瓶攻撃を仕掛ける者があれば射殺せよと命令する責任がある』と首相は明言すべきだ。射殺することが法に触れるかどうかは裁判をやってみればよい。政権を投げ出してでも、国民の信頼を取り戻す首相であることを願う」と強硬論を主張し、福田が現行法を最大限活用するとともに足りないことは新立法を用いて成田開港と日本全体の治安を確たるものすることを約束したうえで「浜田君から訓示めいた話があったが、私は訓示を聞くまでもなく日本国に責任を負っている」と答えた。これに対し、浜田は「訓示というつもりではない。あなたの将来は短くても、国家の将来は長いのだから」と述べた。
同4月7日の運輸委員会でも、浜田は日本共産党、日本社会党、極左暴力集団・戸村を厳しく批判したうえで、成田空港問題に取り組んできた友納武人前千葉県知事を賞賛するとともに、大塚茂新東京国際空港公団総裁を激励した。
浜田は一方で、反対派と行政側が話し合いをする前段階として「地域振興連絡協議会」が開港後の1990年に設立される際に、広い参加を呼び掛ける反対同盟熱田派と沼田武千葉県知事と間で斡旋を行った。
後述する自由民主党本部放火襲撃事件や1984年（昭和59年）11月27日に木更津市にあった浜田の事務所への放火事件も、成田空港問題絡みの中核派による左翼テロとされる。

### 金丸信
川島派解散後は無派閥となったが、田中派の金丸信の所へ押しかけ強引に用心棒となった。金丸の関係者は浜田を侍らすことを心配したが、金丸は「なんとかとハサミだ。あれはあれで使い道がある」と意に介さなかったという。ただし、副幹事長時代、社会労働委員長の田川誠一が約束の日に採決を取らなかった際、幹事長の金丸に真顔で「田川を刺します」と言い、これにはさすがの金丸も止めたらしい。

### ハマコーの武功
1979年（昭和54年）、自民党が内部分裂状態となった四十日抗争で、党内の反主流派が両院議員総会を阻止するために築いたバリケードを強行突破し、両院議員総会の開催を導いた。
当日、大平正芳と面会した際、大平に「浜田君、（この騒ぎ）何とかならんかね」と言われ、「わかりました」と返答し、党本部ロビーへ向かうと反主流派がバリケードを築いていた。自分の私的所有物でもない党の備品である椅子や机でバリケードを築いた反主流派に対して怒りを爆発させる。
バリケードを一人で破壊する姿はテレビでよく流される。この時に、「いいか、断っとくけどな、かわいい子ども達の時代のために自民党があるっちゅうことを忘れるな!お前らのためにだけ自民党があるんじゃないぞ!!」という演説を張る。実際は、浜田がバリケードを突破するところではなく、主流派が部屋に乗り込んだ際に破られていたバリケードを片付けている最中の姿であった。しかし、この場面はテレビで何百回と繰り返し放送されたため、浜田がバリケードを築き、騒ぎながら椅子や机を投げ飛ばしていると勘違いされている。
浜田は前日にテレビ各局に「明日、やるからな」と電話をかけたうえでのことだったが、「NHKに出ると必ずこのときの映像が流れる」と本人も苦笑していた。浜田本人は“片付け”をしたと何度も著書内などで記述。バリケードを片付けて帰ってきた浜田に、大平は笑顔で「ご苦労さん」と言ってくれたという。

### ラスベガス事件
1980年（昭和55年）3月6日、ロッキード事件児玉・小佐野ルートの検察側冒頭陳述で「被告の小佐野賢治がロッキード社のクラッターから受け取ったとされる20万ドルは、ラスベガスでK・ハマダが負けた450万ドルの分割払いに充当された」事実が明らかとなった。同日の読売新聞夕刊は、この「ハマダ」とは浜田幸一にほかならないと報道した。これが「1973年（昭和48年）11月にラスベガスのカジノで、当時の為替レートに換算して4億6000万円程度を一晩ですってしまった」事件である。当時、浜田は不動産関係で小佐野の世話になっていた。このことはアメリカ合衆国議会でも証言があり、アメリカ合衆国でも大騒ぎになった。
ロッキード事件渦中の小佐野から大金を用立てされている繋がりや、当時の外国為替管理法に違反し、届け出なしで外国に日本円を持ち出して、アメリカ合衆国ドルへ両替した事実（発覚時は公訴時効が成立）なども報じられ、また刑法で賭博を禁じている立場の与党国会議員が、脱法的に海外で賭博を行ったことへの道義的非難を受ける。
野党も「浜田問題」を与党追及の柱に掲げたため、浜田はひとまず党の国民運動本部長を辞任。それから4月10日に自民党離党と議員辞職願を提出し、4月11日に辞職が認められた。
同年6月に行われた総選挙では自民党の公認が得られず、出馬を見送った。収入が無くなった浜田は、小佐野の不動産会社で真面目に働き、土地の売買等を通じて数年かけて借金を全額、小佐野に返済したと語っている。
なぜ4億6000万円という金額になったのか、一体何をしたのかを、テレビ番組で平沢勝栄に問われ、「一度失敗すると500万失くす」ゲーム（バカラ）で損失が膨らんだと答えた。また、当時のことを振り返り、「ラスベガス大学に留学していた」と自嘲し、笑いを誘うことがあった。
現地の日本人向け旅行会社では、ツアーガイドが浜田が大損をしたホテル（サンズホテル）の前で「あれがかのハマコーさんが4億6000万円をすったホテルです」とアナウンスをしていたという。

### 法相殴打事件
1984年（昭和59年）9月19日に、自由民主党本部が成田空港二期工事に反対する新左翼の中核派に放火され、炎上した。浜田はいち早く駆けつけ消火にあたった。そこへ当時の法務大臣であった住栄作が酔っ払った状態で現れ、「マッチポンプみたいな真似しやがって」と発言した。それに怒りを感じた浜田は、住を殴りつけてしまった。のちに住は発言が不適当だったことを認め、浜田に謝罪した。
翌20日に、日本テレビのワイドショーにおいて、浜田は「（自民党本部放火事件の）責任は誰にあるというかというと、泳がしていた我々にあると思いますよ。『中核派』を泳がしていた。やっぱり法律違反で破壊するものを泳がした。そういう一つの政策の誤りがあるんじゃないですか」と「過激派の泳がせ政策」を認めている。
同年11月27日には、中核派によって木更津市の事務所に時限爆弾を仕掛けられるなど、激しい攻撃も受けた。

### 皇民党事件
1987年（昭和62年）、四国の右翼団体である日本皇民党が「日本一金儲けが上手い竹下さんを内閣総理大臣にしましょう」などと街頭宣伝を行い、中曽根康弘の後継者と目されていた竹下登のイメージを下げていた。この時、浜田は皇民党に単身乗り込み「8億（円）積むから、（街宣活動から）手を引いてくれ」と申し入れたが、拒絶されている（一部で「浜田は8億円を持参した」と言われているが、浜田は8億円を持参したことは否定している）。浜田は皇民党総裁の稲本虎翁に面会を求めたが、代理で大島竜珉（現・皇民党総裁）が対応。浜田によれば、「西日本の暴力団から『ハマコーは危ないから気をつけろ』と言われた」という。その帰り際に浜田が「おまえらのやっていることは、"ホメ殺し"じゃないか」と捨て台詞を吐いたことから、このネガティブ・キャンペーンの手法が「ほめ殺し」と呼ばれるようになった。

### 「宮本顕治人殺し」発言
1988年（昭和63年）の通常国会で衆議院予算委員長に就任。2月6日、予算委員会で質疑に立った日本共産党の正森成二議員が、「過激派への政府の対応は、泳がせ政策ではないか」との趣旨の発言をし、竹下登首相が「泳がせ政策などをとったことはない」と答弁した。
これに対し正森が、自由民主党本部放火襲撃事件後にワイドショーで当時同委員会委員長だった浜田が述べた発言（参照：#法相殴打事件）を引用したところ、浜田はその発言を認めたうえで「我が党は旧来より、終戦直後より、殺人者である宮本顕治君を国政の中に参加せしめるような状況をつくり出したときから、日本共産党に対しては最大の懸念を持ち、最大の闘争理念を持ってまいりました」と主張した。正森は激昂したが、浜田が正森の言う「泳がせ政策」発言を肯定したこともあり、正森は浜田とのやり取りを打ち切り、他の質問に移った。
しかし、委員会終了間際、円ドル為替問題についての質疑中であった正森に、唐突に浜田が、
| 「 | 昭和八年十二月二十四日、宮本顕治ほか数名により、当時の財政部長小畑達夫を股間に……針金で絞め、リンチで殺した。このことだけは的確に申し上げておきますからね。 私が言っているのは、ミヤザワケンジ君〔ママ〕（宮本顕治の誤り）が人を殺したと言っただけじゃないですか。 | 」 |

と発言（日本共産党スパイ査問事件を指す）。正森が発言の撤回を求めて抗議し、委員会室は一時騒然となった。
浜田本人は、この国会中継の審議の模様はNHK総合テレビで生放送されており、中継放送の終了時間を逆算したうえでの、自分の意見と共産党の意見は違うと印象づけるための確信的発言であると述べている。
この時、浜田を予算委員長に推薦した金丸信の妻・悦子は「バカ!あんたなんか死んじゃえばいいんだ」と号泣した。浜田は、自分の首と議事録削除阻止を狙っていたが、結局予算委員長を辞任した。NHKはこの模様を時間の関係上途中で打ち切って『大草原の小さな家』を再放送したことに対し、NHKには苦情の電話が殺到した。
後日、国会議事堂の廊下で正森とすれ違った際、浜田は「俺の首を獲りやがって」と発言したが、目は笑っていたという。

### メディア出演
衆議院議員引退後はタレント活動を活発化させ、数多くのバラエティ番組に出演。日本テレビの連続ドラマ『お玉・幸造夫婦です』では、その素人演技と内容の突飛さ（元相撲取りという設定）が一部視聴者の歓心を買い、今もスカパー!で再放送されるほどのカルト的な人気作品となった。この頃には「かわいい」として、女子高生からの人気を集めた。

### その他
- 歌好きであり、自作の『お母さんの歌』を、涙を流しつつよく歌っていたことがあった[38]。また本項の「音楽」の節にあるように、曲を出したり、作詞提供、台詞入れでも活動していた。特に印象にある歌手として、ディック・ミネ、田端義夫を挙げていた[39]。
- 時代劇好きでもあった。理由は「今の時代の中で失われつつある正義感というものがはっきり表現されている」からで、好きな俳優に松平健、高橋英樹を挙げていた[40]。
- 野球が好きであり、投手だった兄とバッテリーを組んでいたことがその始まりだった。高校野球を見るのも好きで、千葉県大会で観た習志野高校時代の掛布雅之のバッティングが印象に残ったことで、知り合いの巨人のスカウトに掛布を推薦したことがあった[41]。
- 浜田の選挙区で、出身地でもある富津市の二代目市長だった白井長治は、反浜田派として知られていた。1979年6月に行われ、白井が当選した富津市長選の再選挙[注釈 2]では候補者調整の際に浜田が介入したため、浜田派と反浜田派の代理戦争となり、泥仕合となった[42]。なお、白井の豪腕ぶりも有名だった。講談社の月刊誌「現代」（1981年2月号）の取材で、白井はラーメンの汁がついたワイシャツのままインタビューを受けている。記者が「浜田さんは何で選挙に強いんですか?」と聞くと、白井は「コレに決まってんだろう」と、太い親指と人差し指で賄賂と言う意味の輪を作った。「議員も議員なら市長も市長だ」とこのインタビューはまとめている。
- 選挙の際の自己紹介は、「浜」で働き、「田」で働き、「幸」せ、「一」番であった。人心掌握術には卓越したものがあった。選挙カーで地元を回っているとき、田んぼで農作業をしている有権者が手を振ってくれている姿を確認すれば、車を停めてスーツと革靴のまま田んぼに入って行き、泥だらけのその手を両手で握りしめ相手を感動させる、といった逸話が伝わっている。そのために同じスーツを何着も持っていて、車に常備していたらしい。
- 千葉県議会議員時代に小佐野賢治と出会い、以後は不動産取引で大もうけした。昭和44年の衆議院議員選挙で初当選した際、出馬当初はほとんど泡沫候補扱いされていたが、大規模災害時には大雨などにもかかわらず、浜田一人で各家庭にろうそくを配るなど、日頃の行動が実を結んだ当選である、と自称している。
- 当時、田中角栄が属していた佐藤栄作の周山会入りを希望するも、同期当選の佐藤派議員数名から「ヤクザのハマコーが佐藤派に入るのなら、派閥から出ていく」という声が上がり、断念。角栄の命を受けて、川島正次郎のもとに身を寄せる。川島と角栄の他、中川一郎、金丸信に師事した。
- 元々青嵐会は、田中角栄内閣による中国共産党の一党独裁国家である中華人民共和国との間の所謂「日中国交正常化」に伴う、同国と対立している中華民国との国交断絶に反発した若手議員による政策集団、という色彩が濃厚であったが、浜田はそのなかでも特に強硬な親中華民国、反中華人民共和国派議員であった。のちの福田赳夫内閣における日中平和友好条約承認審議をめぐって、青嵐会の取った抵抗は本会議の欠席であった。しかし浜田と中山正暉だけはあえて出席し、反対票を投じている。この時、浜田は「青嵐会が中華民国に対して、信義を重んじる世界の人々に対して、公約を実行できなかったことを顔向けできないことだと思っている」と語った。
- さらに青嵐会は田中に対する反発から、昭和49年の参議院議員選挙において、すでに自民現職が2人もいる北海道選挙区（定数4）に「青嵐会公認」と称し無所属の高橋辰夫を立てる。この時、浜田も高橋の応援に駆けつけている。高橋は落選したものの意外に票を取り、結果現職2人も共倒れとなった。非公認候補の擁立、応援はれっきとした党規違反であり、ましてや北海道の全議席を失った責任は重大であった。しかし、浜田を含む青嵐会への処分は不問とされた。
- 自著『弾丸なき抗争』で、「田中角栄、三木武夫、福田赳夫の3人の権力亡者は今すぐ死ね」と言い切っている。田中は、その出版記念パーティーで「浜田君に死んじゃえと言われた田中角栄です」と挨拶して、会場の爆笑を誘った。しかし、浜田本人はカーテンの陰で終始かなりムッとしていた、という。
- 竹下登が、衆議院予算委員会で英語を引用して「There is no rule without exceptions.（例外のない規則はない）」と答弁したところ、予算委員長の浜田は「総理、ここは日本の国会ですから、日本語で答弁してください」と注意した。
- 梶山静六については、『日本をダメにした九人の政治家』で「独断専行で自由民主党をダメにした」と批判しているが、一方で「田中角栄を自らの首を賭けて守った」「田中が逮捕された時には見捨て、影響力が変わらないとみるやすり寄る連中よりはましで、きちんと筋をとおした」「政治力には、評価すべき点も多い」と、一定の評価をしている。
- 三木武夫に向かって「話し方やら性格やら、私は三木さん、あなたが大嫌いだ」と、言ったという話も残っている。三木おろしの最中の自民党両院議員総会では、「誰が辞めさせるといったって、本人が辞める気にならなけりゃ辞め（させ）られない。だから中曽根（康弘）幹事長は偉いと言ってるんだ。嫌がる人をようやく辞めさせる気になったんだから!」と演説、壇上の三木は腕を組んで険しい表情のままであった。『日本をダメにした九人の政治家』では「表向きはクリーンイメージがある」と評している。
- 日本共産党については、『日本をダメにした九人の政治家』で党員の行動規制などについて批判しているが、一方で寺前巌について「自民党の国会対策委員と食事をしたりして、対話の時代もあった」と評価し、金子満広については「共産党の中ではもっとも大衆的」と評価している。
- 森喜朗の政治姿勢を厳しく批判することが多く、『TVタックル』では、内閣総理大臣だった森のことを「あんなの」と呼び、共演者の笑いを誘った。また、自民党の幹事長会に出た現職首相の森に「森、てめぇこのやろうぶっ飛ばすぞ」と言い、それを止めに入った古賀誠幹事長に「調子にのってんじゃねえぞ」と言った。森は苦笑いをしていた。
- 東京湾アクアライン建設の立役者。神奈川県川崎市と千葉県木更津市をつなぐ自動車専用道路の有料道路建設を推進した。建設費は1kmあたり1,000億円で、わずか15kmほどの道路で建設費用が約1兆5,000億円もかかった。川崎市から海ほたるパーキングエリアまでは海中道路で、海ほたるPAから木更津市は海上道路となる。アクアラインの通行料4,000円が高いことや、通行する自動車数が予測よりも少なく、赤字となっており、国会などでも問題となった。この点を指摘されると「私の責任です」と言い、続けて「あと100年後したら、必ずこの事業の意義が分かるときがくる」と述べた。
- 自らの過去の行動を顧みて、息子だけは立派に育てて社会に恩返しをするとの信念から、息子・浜田靖一を幼少のころから渡辺美智雄の家に預ける。1993年7月、靖一に地盤を譲り政界引退。羽田孜から新党への誘いを受けていたが、これを固辞。本人は後年インタビューで「二世議員なんてもってのほかだと思っていたから、息子が政治家を目指すにしても地盤を継がせる気はなかった。でも自分の意に沿わない後継者が選ばれるのは嫌でしょうと説得された」と語っている。靖一の選挙を応援することはほとんどなかったが、平成21年の衆議院総選挙では自民党候補が軒並み苦戦し、防衛大臣の職にあった靖一は地元で十分な運動ができず落選のピンチに陥った。その際、浜田は息子の応援演説に立ち、木更津駅前で涙ながらに土下座し「どうか、どうか、靖一を勝たせてやって下さい」 と叫んだ[43]。
- 衆議院予算委員会において、日本社会党の安宅常彦に対し「黙れ!強姦野郎!」「強姦をやるのとはわけが違うんだぞ!」と、野次を飛ばし問題となった。しかし、結果的に浜田自身は何の処分も受けず、逆に安宅の方が次期総選挙で党公認をもらえず、引退に追いこまれている[44][45][46]。
- 1989年（平成元年）の日本社会党のマドンナブーム直後に「社会党は北朝鮮から金を貰っている」と発言した。
- 1993年（平成5年）の政治改革関連法案の是非を決める総務会で、ピケを張り開会を妨害しようとする若手議員に対し、わざと躓き「痛い!痛い!人殺し～!!」と絶叫するシーンは、テレビ番組でよく放映されている。
- 1996年（平成8年）開催予定だった世界都市博覧会については、中止反対の立場だった。理由には「参加予定だった世界各国の信頼を傷つけかねない」「尽力してきた関係者、ボランティアとして参加予定だった皆さんに申し開きがつかない」「会場跡地を、災害に備えて備蓄施設に再利用できるはずとその活用法に期待していた」ということを挙げていた[47]。
- 過去の経歴や、その口の悪さのために、知名度が高く政治家歴が長かったものの、国務大臣に就くことはなかった。四十日抗争の後に、大平正芳から入閣を打診され、一度は受諾し、閣僚認証式に着ていくための礼服とエナメルの革靴も準備していた。そのことを田中角栄に報告すると「そんなつまらないのやらずに内閣官房副長官をやれ。官房長官が死んだら格上げで内閣官房長官になれるぞ」と言われたため、田中が手配してくれるものと思って、先の閣僚ポストを断った。しかし、田中は手配してくれておらず、浜田は閣僚ポストを逃すことになった。また、安倍晋太郎からは「浜ちゃんを使えるのは俺しかいないから」「自分が首相になったら、国務大臣に登用する」と言われていたが、結局安倍は内閣総理大臣の地位を目前にして、この世を去ることになった。ただし、浜田本人は「自分を使いこなせる総理大臣がなかなかいなかった」「もし大臣になっていたら、自民党はもっと早く潰れていただろう」と語っている。
- ブログやTwitterに挑戦したり、iPhoneを購入するなど、最先端技術やトレンドに対する関心が強かった[48]。自由民主党本部が、第22回参議院議員通常選挙立候補予定者を対象とした『ツイッター講座』を開催したと知ると、「あえて言おう、遅すぎる!!」[49]と苦言を呈し「すぐやれ!! みんなやれ!! なう!!」[49]と叱咤している。
- 『読売新聞』の「編集手帳」で、その死を悼んで「独自の愛嬌と浪花節の男っぽさが親しまれもした。2人いれば迷惑だし、5人いたら組織がもたないが、1人もいないとそれでさびしい。そういうタイプの人」と、掲載された[50]。

## 発言
郵政民営化
2005年（平成17年）の郵政民営化騒動の際、小泉純一郎首相が衆議院解散を示唆し始めたころ、民営化反対の自民党議員たちに対し、「（衆議院の）解散もいやだ、自民党にも残りたい、では筋が通らない」と述べていた。
郵政造反組復党問題
ビートたけしのTVタックル（2006年12月4日放送）において、大竹まことの「なぜ郵政民営化に反対した議員がなぜ自民党に戻ったのか」という問いに対し、「戻らないと食えねえからだ」と述べている。
天国と地獄のアクアライン構想
2009年（平成21年）、今やりたいことについてという問いに「父はおそらく地獄にいるが、母は天国へいると思う。天国と地獄を結ぶアクアラインはまだできていないと聞いている。母の肩を叩くために、今度生まれてきたら天国と地獄をつなぐアクアラインを造りたい。通行料はただにしたい」と発言した。
後期高齢者医療制度
2008年（平成20年）には、同年6月8日投開票の沖縄県議会選挙に合わせた自民党のテレビコマーシャルに出演、自らも対象（78歳）となっている後期高齢者医療制度についてアピールした。

## 語録
- 「自民党が滅んだら日本も終わり」[54]
- 「日米安保なくして日本の存続はない」[55]
- 「いいか、断っとくけどな、かわいい子ども達の時代のために自民党があるっちゅうことを忘れるな!お前らのためにだけ自民党があるんじゃないぞ!!」- 自民党四十日抗争の際、自民党本部に築かれたバリケードを片付けていた際に発言[31]。
- 「平和は願っているだけではやってこない。平和を得るためには自ら果たさなければならない義務がある」[14]
- 「支持したのは今日までだ!明日からは違うぞ!」- 1972年6月、長期にわたり政権を維持し続けた佐藤栄作元内閣総理大臣に向けて[44]。
- 「日本も核を持つべきだ」[44]
- 「あんたのやり方が気に入らないんだ。一体、いつからそんなに偉くなったんだ!」- 1993年、当時自民党幹事長だった梶山静六の肩をつかみ、戦いを挑んだ際の発言[44]。
- 「今か、今かと地震に怯えながら暮らすのは、頭のいい人のすることではない。しかし、いつ地震が来ても大丈夫なように、心のモノを備えておくことは大切なことだ」- 1995年、阪神・淡路大震災を受けての発言[44]。
- 「選挙に行きたくなければ行かなきゃいい。でも選挙に行かない日本人は日本人ではない」[44]
- 「日本はアメリカの植民地である。アメリカがいいと言わなきゃ、何一つできやしないんだ」[44]
- 「大臣室へ入っていく姿で将来がわかる」[44]
- 「あれは小沢一郎からきたカネだ!!」- 2007年1月、民主党代議士会における菅直人代表代行（当時）の演説[注釈 3]を受けての発言[44]。
- 「三人以上の子どもを産まない女性は、国家にとって必要じゃない」[44]
- 「オバマは合気道だ!」[44]
- 「自分を育ててくれた両親を、誰よりも大事にする青年になってください」- 2010年、東京大学学園祭で行った講演での発言[44]。
- 「自民党は長い政権与党であった間に、自由経済を規制する法律を作り過ぎた結果、日本は社会主義経済になってしまった」[56]
- 「今の日本の各政党はバラバラ。自民党は『自眠党』、民主党は『眠主党』、共産党は『恐惨党』、社会民主党は『斜壊眠主党』だ」[57]
- 「国民をだらしないとは何だ。お前の方がよっぽど馬鹿だ」- 1994年、「国民はだらしない」と発言したアントニオ猪木に対して[58]。

## 選挙歴
| 当落 | 選挙                   | 執行日         | 年齢 | 選挙区       | 政党       | 得票数     | 得票率 | 定数 | 得票順位 /候補者数 | 政党内比例順位 /政党当選者数 |
| ---- | ---------------------- | -------------- | ---- | ------------ | ---------- | ---------- | ------ | ---- | ------------------ | ---------------------------- |
| 当   | 富津町議会議員選挙     | 1955年         | -    | -            | 無所属     | -票        | -%     | -    | 1/-                | /                            |
| 落   | 第29回衆議院議員総選挙 | 1960年11月20日 | 32   | 旧千葉3区    | 無所属     | 5783票     | 1.65%  | 5    | 8/9                | /                            |
| 当   | 千葉県議会議員選挙     | 1963年4月17日  | 34   | 君津郡選挙区 | 無所属     | 1万2242票  | 19.46% | 3    | 1/6                | /                            |
| 当   | 千葉県議会議員選挙     | 1967年4月15日  | 38   | 君津郡選挙区 | 自由民主党 | 2万3956票  | 39.82% | 3    | 1/4                | /                            |
| 当   | 第32回衆議院議員総選挙 | 1969年12月27日 | 41   | 旧千葉3区    | 自由民主党 | 7万8128票  | 20.50% | 5    | 1/10               | /                            |
| 当   | 第33回衆議院議員総選挙 | 1972年12月10日 | 44   | 旧千葉3区    | 自由民主党 | 8万2421票  | 19.36% | 5    | 1/10               | /                            |
| 当   | 第34回衆議院議員総選挙 | 1976年12月05日 | 48   | 旧千葉3区    | 自由民主党 | 6万2450票  | 14.17% | 5    | 4/8                | /                            |
| 当   | 第35回衆議院議員総選挙 | 1979年10月07日 | 51   | 旧千葉3区    | 自由民主党 | 7万98票    | 16.70% | 5    | 1/9                | /                            |
| 当   | 第37回衆議院議員総選挙 | 1983年12月18日 | 55   | 旧千葉3区    | 自由民主党 | 8万5327票  | 18.25% | 5    | 1/9                | /                            |
| 当   | 第38回衆議院議員総選挙 | 1986年07月06日 | 57   | 旧千葉3区    | 自由民主党 | 10万5908票 | 23.07% | 5    | 1/8                | /                            |
| 当   | 第39回衆議院議員総選挙 | 1990年02月18日 | 61   | 旧千葉3区    | 自由民主党 | 8万5120票  | 16.68% | 5    | 3/7                | /                            |

## 家族
実弟の浜田正雄は京葉銀行の頭取を務めた。息子の浜田靖一は後継者として衆議院議員となり、麻生内閣では防衛大臣に就任した。また、第二次岸田改造内閣において防衛大臣に再任された。

## 著書
- 『弾丸なき抗争 : 権謀術数に生きる男の戦い』〈ワニの本. ベストセラーシリーズ〉、ベストセラーズ、1983年4月5日。ISBN 4584005028。
- 不肖ハマコーがゆく―一所懸命に闘い、一所懸命に死ぬ（1989年7月）　ISBN 4890367691
- 『実力者に問う!! : これからの日本をどうする』講談社、1990年11月24日。ISBN 4062051877。
- 『日本をダメにした九人の政治家』講談社、1993年12月9日。ISBN 406206779X。
- 永田町、あのときの話―ハマコーの直情と涙の政界史（1994年2月）　ISBN 406256033X
- 『ハマコーの世の中間違っとる』読売新聞社、1994年5月18日。ISBN 4643940352。
- 『ハマコーの証人諫問 : 国民のために代表質問いたします』光文社、1994年6月30日。ISBN 4334970907。
- 『ハマコーの何度言ったらわかるんだ!』読売新聞社、1995年5月19日。ISBN 4643950382。
- たまには誉めてやる これからの18人―ハマコーの政治家“私”観（1995年6月）　ISBN 4331504921
- 『ハマコーの非常事態宣言』主婦と生活社、1995年7月17日。ISBN 4391117622。
- 新版 日本をダメにした九人の政治家（1995年10月）　ISBN 4062561190
- みっともない「生き方」はするな!―ハマコー、この“破天荒人生”に知恵あり（1996年3月）　ISBN 4837916317
- 予言集（1996年6月）　ISBN 4643960590
- 石原慎太郎くんへキミは「NO」と言えない（1999年6月）　ISBN 482110671X
- 日本を救う9人の政治家とバカ1人（2001年7月）　ISBN 4575292524
- お願いだから、わかって下さい。国会というところ…（2002年4月）　ISBN 4591072118
- ハマコーだう!ツイッターの言葉力（2010年6月）　ISBN 9784062162661
- YUIGON 〜もはや最期だ。すべてを明かそう。（2011年5月、ポプラ社）　ISBN 9784591124468

## 論文
- 国立情報学研究所収録論文（No.3,12を除く） 国立情報学研究所

## 出演番組

### ドラマ
- お玉・幸造夫婦です（1994年　読売テレビ） - 浜口幸造　役
- 車椅子の弁護士・水島威(1)（1996年　テレビ朝日） - 大沢良　役
- 新・科捜研の女 第5シリーズ 第1話（2004年　テレビ朝日） - 笹山　役

### バラエティなど
- ダウンタウンDX（よみうりテレビ）
- 森田一義アワー 笑っていいとも!（2002年4月 - 9月、フジテレビ。レギュラー抜擢時73歳の記録は、74歳で抜擢された福井敏雄に次ぐ記録だった）
- ビートたけしのTVタックル（テレビ朝日）[60]
公式には2008年3月、それまでの同志に対して罵詈雑言を浴びせたことで降板となったとされている。その後スタジオ収録には復帰していない。2009年7月20日放送分で、VTR出演ではあるが久々に登場し、番組20周年に対するコメントを寄せている。
- ダウンタウンのガキの使いやあらへんで!! 絶対に笑ってはいけないホテルマン24時（2009年 日本テレビ）
- いつみても波瀾万丈（2002年1月20日 日本テレビ）ゲスト出演
- たかじんのそこまで言って委員会（読売テレビ）
- 爆笑問題&日本国民のセンセイ教えて下さい!（テレビ朝日）
- モーニングショー
- いきなり結婚生活（テレビ東京）
- ライオンのごきげんよう（フジテレビ）
- 悪魔の契約にサイン（2009年1月14日 TBS）VTR出演
- 太田光の私が総理大臣になったら…秘書田中。（日本テレビ）
乱入という形で不定期に登場していたが、2010年2月以降は特別企画が増えたため、ほぼレギュラーとなっていた。
- ハマコーと氣志團翔の木更津だう!（フジテレビONE）2010年6月22日 -

### ラジオ
- ハマコーの言いすて御免!（TBSラジオ、1993年10月 - 1994年9月）』
  - 平日昼ワイド番組『林美雄アフタヌーン 〜オーレ!チンタラ歌謡族』内で放送[61]
- 浜田幸一・日曜放談（アール・エフ・ラジオ日本）

## 出演CM
- 道三めん　新生タイプ　すごいやつ
- アサヒドーカメラ (東海地方ローカル)
- サッポロビール　サッポロ生黒ラベル（2002年）
- 自由民主党　長寿医療制度編（2007年）

## 音楽
- 沢木順、菊地千佳子[62]「燃えるハマダ」（1969年）[63]
第32回衆議院議員総選挙の選挙戦で使用されたテーマソング[63]。作詞：酒井良之佑、作曲・編曲：吉村武史[62][63]。
- 浜田幸一「吾往」（吾は往く[62]、われはゆく）（1969年）[63] - 唄、作詞[62][63]
「燃えるハマダ」のB面曲[63]。作曲・編曲は吉村武史[62][63]。
- 浜田幸一「生れたからには」「お母さん」（1972年）[63] - 唄、台詞、作詞[62][63]
「生れたからには」の作曲・編曲は吉村武史[62]。「お母さん」の作詞は川内康範との共作、作曲は川内康範[62][63]。
「生れたからには」「お母さん」共に、第33回衆議院議員総選挙の時期に吹き込まれた[63]。前述の「燃えるハマダ」「吾往」を収録したレコードと2枚組で発表[62][63]。ジャケットの表紙は浜田と田中角栄が並んた写真が使われている[63]。
- 浜博也「男の浪漫」（1994年、日本クラウン） - 台詞、作詞
- 浜田幸一「道」「君達へのメッセージ」（1996年、日本クラウン） - 唄、作詞
- 浅野のぼる「感謝」（2003年、徳間ジャパンコミュニケーションズ） - 作詞